# Bettina Heintz
Bettina Heintz (* 15. Juli 1949 in Zürich) ist eine Schweizer Soziologin.

## Leben
Nach dem Studium von Soziologie und Sozialgeschichte an der Universität Zürich erwarb Heintz 1983 das Lizentiat in Soziologie. Während des Studiums hatte sie eine Tätigkeit als Redakteurin beim Schweizer Radio DRS aufgenommen (bis 1987). Danach war sie fünf Jahre wissenschaftliche Mitarbeiterin an der Universität Zürich, der Universität Bern und der Freien Universität Berlin. Heintz promovierte 1991 an der Universität Zürich und war 1992/93 Fellow am Wissenschaftskolleg zu Berlin. Von 1993 bis 1996 arbeitete sie als wissenschaftliche Oberassistentin an der Universität Bern. 1996 folgte die Habilitation an der FU Berlin. Nach einer Gastprofessur an der Universität Wien war Heintz von 1997 bis 2004 Professorin für Allgemeine Soziologie an der Universität Mainz. Danach war sie von 2004 bis Juli 2013 Professorin für Allgemeine Soziologie und Soziologische Theorie an der Universität Bielefeld. Seit dem 1. August 2013 war sie an der Universität Luzern Professorin für Soziologie.
Von 2002 bis 2006 war Heintz Mitglied des Herausgebergremiums der Zeitschrift für Soziologie, seit 2007 ist sie Mitherausgeberin der Soziologischen Revue. Sie ist seit 2000 Mitglied des Schweizerischen Wissenschafts- und Technologierates. 2009 wurde sie in die Nordrhein-Westfälische Akademie der Wissenschaften gewählt.
Im Jahr 2017 wurde sie emeritiert. Anschliessend übernahm sie in Luzern eine Seniorprofessur.

## Schriften (Auswahl)
- Wissenschaft, die Grenzen schafft. Geschlechterunterschiede im disziplinären Vergleich. Transcript, Bielefeld 2004 (zus. mit M. Merz und Ch. Schumacher), ISBN 3-899-42196-5
- Die Innenwelt der Mathematik. Zur Kultur und Praxis einer beweisenden Disziplin. Springer, Wien/New York 2000, 2. Aufl. 2001, ISBN 3-211-82961-X
- Ungleich unter Gleichen. Studien zur geschlechtsspezifischen Segregation des Arbeitsmarktes. Campus, Frankfurt/M. 1997 (unter Mitarbeit von E. Nadai, R. Fischer, H. Ummel), ISBN 3-593-35710-0
- Die Herrschaft der Regel. Zur Grundlagengeschichte des Computers. Campus, Frankfurt/M. 1993, 2. Aufl. 1995, ISBN 3-593-34860-8